# 馬蝶花
馬蝶花（学名：Neomarica northiana）为鳶尾科馬蝶花屬下的一个种。